# Confine tra Austria e Svizzera
Il confine tra l'Austria e la Svizzera descrive la linea di separazione tra questi due stati. Ha una lunghezza di 164 km.

## Descrizione

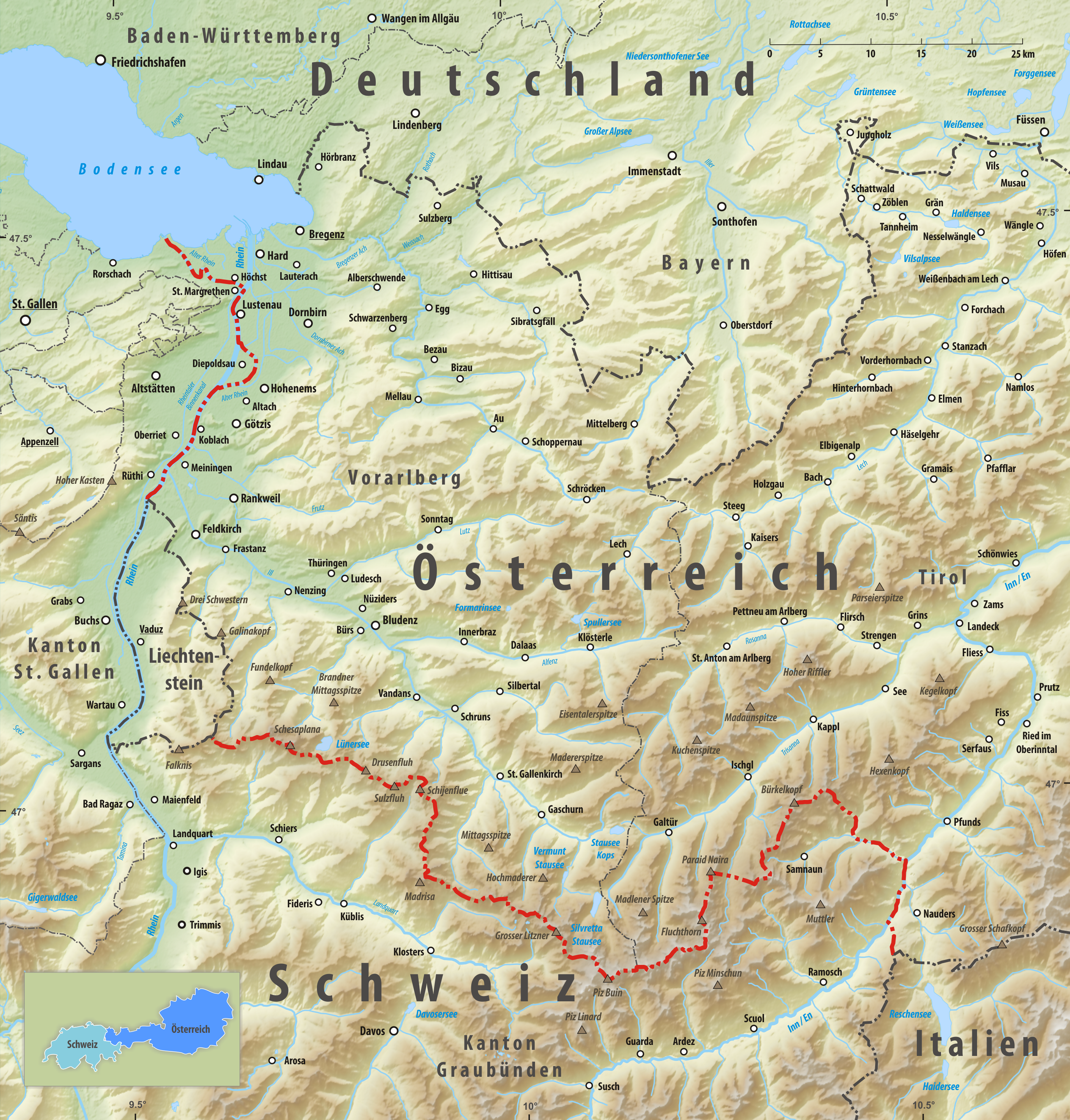
La linea di confine è segnata in rosso.

Il confine tra i due stati segue una direzione generale nord-sud ad est della Svizzera e ad ovest dell'Austria. È diviso in due parti distinte dal Liechtenstein, nazione compresa tra la Svizzera e l'Austria.
Il segmento posto a nord inizia dalla triplice frontiera tra Austria, Germania e Svizzera situata sul lago di Costanza e, seguendo generalmente il corso del fiume Reno arriva alla triplice frontiera tra Austria, Liechtenstein e Svizzera, posta sul fiume Reno.
Il segmento del confine posto a sud del Liechtenstein inizia dal Naafkopf e scende fino alla triplice frontiera tra Austria, Italia e Svizzera posta nei pressi del passo Resia.
Lungo il confine si trova la centrale idroelettrica Gemeinschaftskraftwerk Inn, la cui presa d'acqua si trova sotto Martina nella Regione Engiadina Bassa/Val Müstair, la centrale elettrica a Prutz nel Distretto di Landeck in Tirolo.

## Länder, cantoni e distretti interessati

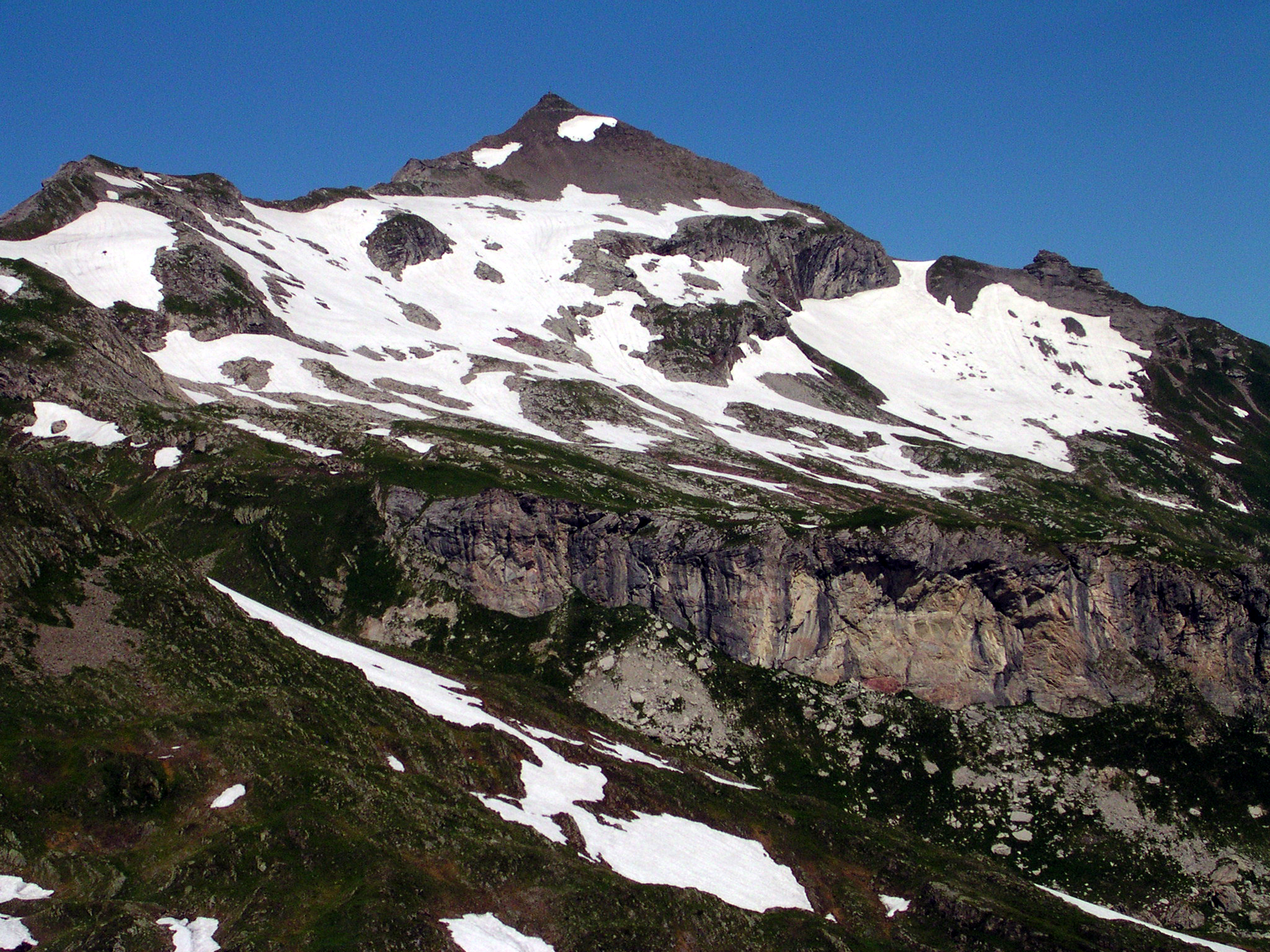
La triplice frontiera di Naafkopf.

Scendendo da nord verso sud i cantoni ed i distretti svizzeri interessati sono:
- Canton San Gallo (a nord del Liechtenstein)
  - Distretto di Rorschach
  - Distretto di Rheintal
- Cantone dei Grigioni (a sud del Liechtenstein)
  - Distretto di Landquart
  - Distretto di Prettigovia/Davos
  - Distretto di Inn

Per quanto riguarda l'Austria i länder e distretti interessati sono:
- Vorarlberg (a nord del Liechtenstein)
  - Distretto di Bregenz
  - Distretto di Dornbirn
  - Distretto di Feldkirch
  - Distretto di Bludenz (a sud del Liechtenstein)
- Tirolo
  - Distretto di Landeck